# Langgriffliger Rosenwaldmeister
Der Langgrifflige Rosenwaldmeister (Phuopsis stylosa) ist die einzige Art der Pflanzengattung Rosenwaldmeister oder Scheinwaldmeister (Phuopsis).

## Beschreibung

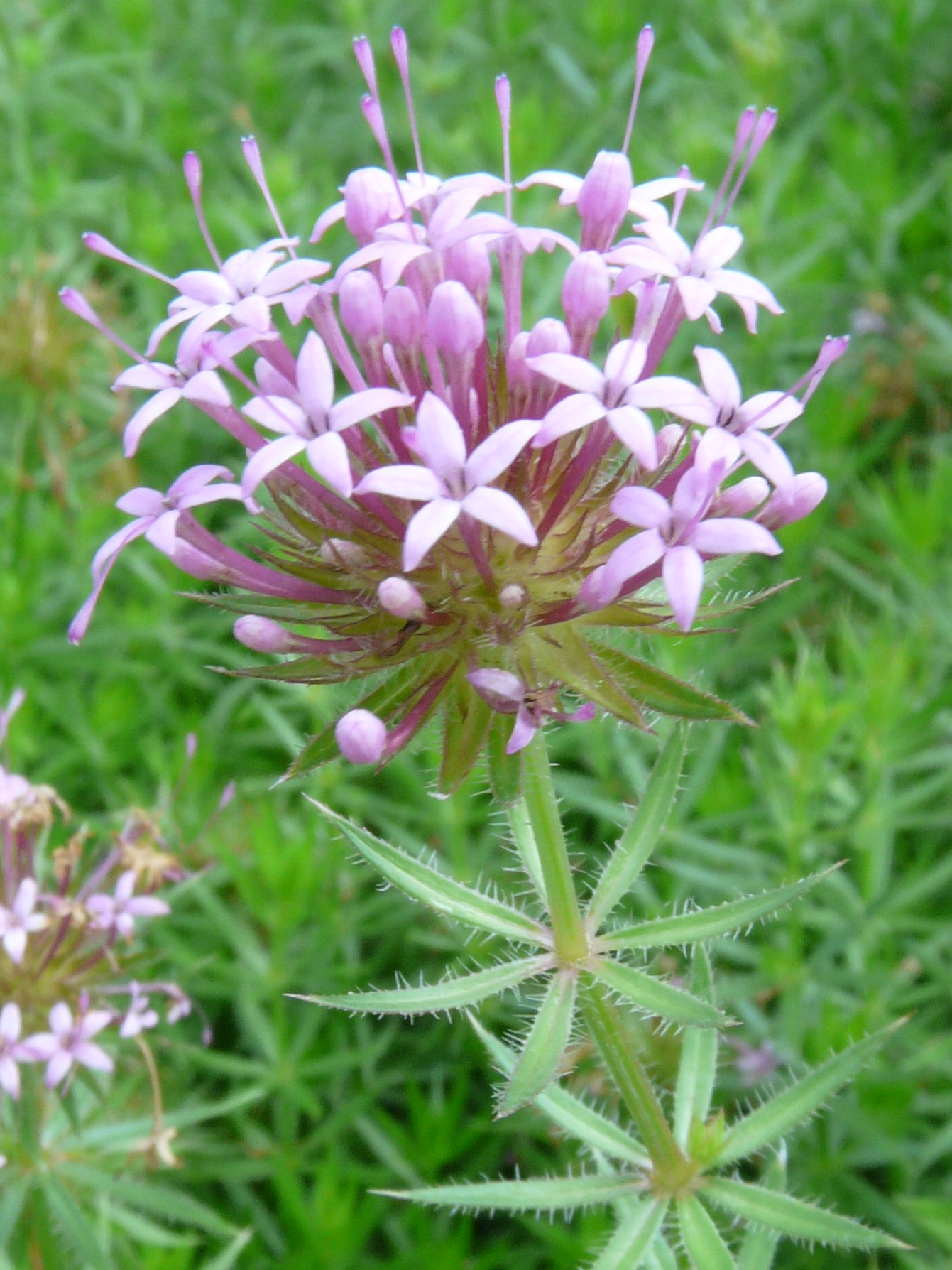
Blütenstand

### Vegetative Merkmale
Der Langgrifflige Rosenwaldmeister ist eine ausdauernde, krautige Pflanze, die Wuchshöhen von 15 bis 20 Zentimeter erreicht. Der Stängel ist niederliegend bis aufsteigend. Die Laubblätter sind linealisch bis schmal-elliptisch und 12 bis 30 Millimeter lang. Sie sind jeweils zu sechst bis neunt in einem Quirl angeordnet.

### Generative Merkmale
Die Blütezeit reicht von Juni bis August. Es wird ein Blütenstand gebildet.
Die zwittrige Blüte ist radiärsymmetrisch. Die Blütenkrone ist rosafarben oder seltener weiß, duftend und 12 bis 15 Millimeter lang. Die Griffel ragen über die Kronröhre hinaus.
Die Chromosomenzahl beträgt 2n = 22.

## Vorkommen
Der Langgrifflige Rosenwaldmeister kommt im Kaukasusraum nur in Aserbaidschan und im Iran vor. Er gedeiht in Gebüsch- und Waldrändern, auf Waldlichtungen und auf Felsfluren.

## Systematik
Die Erstbeschreibung erfolgte 1818 unter dem Namen (Basionym) Crucianella stylosa durch Carl Bernhard von Trinius in Mémoires de l'Academie Imperiale des Sciences de St. Petersbourg, Band 6, Seite 490–493, Tafel 11. Die Neukombination zu Phuopsis stylosa (Trin.) G.Nicholson wurde 1886 durch George Nicholson in Illustrated Dictionary of Gardening, a Practical and Scientific Encyclopaedia of Horticulture for Gardeners and Botanists, Band 3, Seite 109 veröffentlicht.
Crucianella stylosa ist die einzige Art der Gattung Phuopsis (Trin.) Hook. f. Die  Gattung Phuopsis gehört zur Subtribus Rubiinae der Tribus Rubieae in der Unterfamilie Rubioideae Verdc. innerhalb der Familie Rubiaceae.

## Nutzung
Der Langgrifflige Rosenwaldmeister wird selten als bodendeckende Zierpflanze für Steingärten und Rabatten genutzt. Der Langgrifflige Rosenwaldmeister ist seit spätestens 1836 in Kultur. Es sind einige Sorten bekannt. Der Langgrifflige Rosenwaldmeister benötigt im Garten oder Park einen sonnigen bis halbschattigen, trockenen Standort mit sandigem Boden. Der Langgrifflige Rosenwaldmeister lässt sich durch Teilung und Aussaat vermehren.